# Propiverine
Propiverine là một loại thuốc kháng cholinergic được sử dụng để điều trị tiểu gấp, tần suất và tiểu không tự chủ, tất cả các triệu chứng của hội chứng bàng quang hoạt động quá mức. Nó là một chất đối vận muscarinic. Một chuẩn bị phát hành sửa đổi cũng có sẵn, được thực hiện một lần mỗi ngày.